# Hilding Björklund
Hilding Emanuel Björklund, född 10 juni 1897 i Nyeds församling i Värmlands län, död 8 december 1981 i Sankt Matteus församling i Stockholm, var en svensk ingenjör.

## Biografi
Björklund avlade studentexamen vid realgymnasiet i Uppsala 1916. Han gick svagströmstekniska linjen vid Tekniska högskolan i Stockholm 1918–1922 och avlade civilingenjörsexamen där 1922. Han var laboratorieingenjör vid Fälttelegrafkårens verkstad 1926–1930 och var teknisk chef vid fortifikationens laboratorium, ritkontor och verkstad 1930–1937. Han blev 1937 tygingenjör och 1948 armédirektör i Arméingenjörkåren. Åren 1954–1963 var han överingenjör i Elektroavdelningen vid Armétygförvaltningen.
Hilding Björklund invaldes 1946 som ledamot av Kungliga Krigsvetenskapsakademien.
I en nekrolog berättas om Björklund att han ”var en av de verkliga pionjärerna på radioteknikens område i vårt land. Han var med från allra första början, då de första trevande stegen togs, och då det exempelvis kunde ta ett halvår att från utlandet anskaffa ett nytt radiorör, då Tekniska Högskolans enda exemplar hade förkommit. Under senare delen av 1920-talet liksom under 30-talet ledde han utvecklingen av ny radio- och telemateriel för försvaret, och att denna enligt uttalande i en statsverksproposition från den tiden ’torde ha representerat det förnämsta, som kunde uppnås inom den militära radiotekniken’, var till inte ringa del Björklunds förtjänst. Materiel med beteckningar sådana som 1W Br m/29, 5W Br m/30 och 10W Br m/37 bär sålunda hans signum. Förutom signalmateriel utvecklade han bl a även tändapparater för sprängning m m, och han gav även idén till och konstruerade en fäktmarkeringsapparat, som ännu [1982] används världen över.”

## Utmärkelser
- Riddare av Vasaorden, 1945.[5]